# Xeromys myoides
Xeromys myoides és una espècie de mamífer rosegador de la família dels múrids. Viu a Austràlia (Territori del Nord i Queensland) i Papua Nova Guinea. Es tracta d'un animal nocturn que s'alimenta principalment d'artròpodes i mol·luscs. Els seus hàbitats naturals són els manglars, els herbassars salins i altres biomes costaners. Està amenaçat per la destrucció del seu medi pel bestiar i animals ferals.